# Antonio De Martino
Antonio De Martino, o De Martini (Palma Campania, 25 febbraio 1815 – Napoli, 1º marzo 1904), è stato un medico e politico italiano.
Fu senatore del Regno d'Italia nella XIV legislatura.

## Biografia
Nasce da Giuseppe (medico cerusico che nel 1831 partecipò alla lotta carbonara accanto ai "fratelli posteri di Russo") e Girolama Manfredonia. Il nonno notaio, Mariangelo De Martino (1763-1842), aveva subito il carcere per i suoi sentimenti liberali.
Laureatosi presso la Facoltà medica della Reale Università di Napoli a 21 anni, perfeziona i suoi studi prima a Parigi e poi a Vienna alla scuola d'illustri studiosi. Dopo essere ritornato a Napoli, nel 1841 istituisce una facoltà privata medico-chirurgica che chiama "Ateneo" presso la quale insegna anatomia, fisiologia comparata e microscopia. Tra i nomi più prestigiosi dell'"Ateneo" spicca la figura di Salvatore Tommasi.
Dal 1861 occupa la cattedra di Patologia Razionale presso l'Università di Napoli, che terrà fino alla morte. Viene nominato per due volte deputato del Regno d'Italia. Nel 1869 viene nominato medico privato consulente di Casa Savoia e in questa veste assiste nel parto la principessa Margherita, moglie di Umberto I e futura regina, che dà alla luce Vittorio Emanuele.
Nel 1877 pubblica il suo testo fondamentale "Istituzioni di Patologia Generale"; nel corso della sua attività di ricerca pubblicherà circa 60 volumi. Nel 1881 è nominato Senatore del Regno per meriti scientifici e viene chiamato a far parte del Consiglio Superiore della Pubblica Istruzione.
Nel 1884 assiste la popolazione in occasione dell'epidemia di colera e per la sua opera viene decorato con la medaglia d'oro dei benemeriti della Pubblica Assistenza.
Il 17 novembre 1878 interviene in soccorso di re Umberto ferito dall'anarchico Giovanni Passannante. Nel 1886 fonda la "Società operaia di mutuo soccorso" allo scopo di conseguire il perfezionamento morale, intellettuale, materiale e l'aiuto reciproco dei soci che la compongono.
Alla sua morte, sopraggiunta all'età di 90 anni, viene commemorato nell'aula del Senato dal presidente Saracco. Per sua volontà le spoglie sono traslate nel paese natio. Un busto marmoreo di Francesco Jerace lo ricorda nel recinto degli uomini illustri del Cimitero di Napoli.
Nel 2004, in occasione del centenario della morte, il comune di Palma Campania, la regione Campania e la provincia di Napoli lo hanno ricordato con una serie di manifestazioni concluse con lo scoprimento di una lapide commemorativa sulla facciata del Palazzo "de Martino".